# Kolenkit

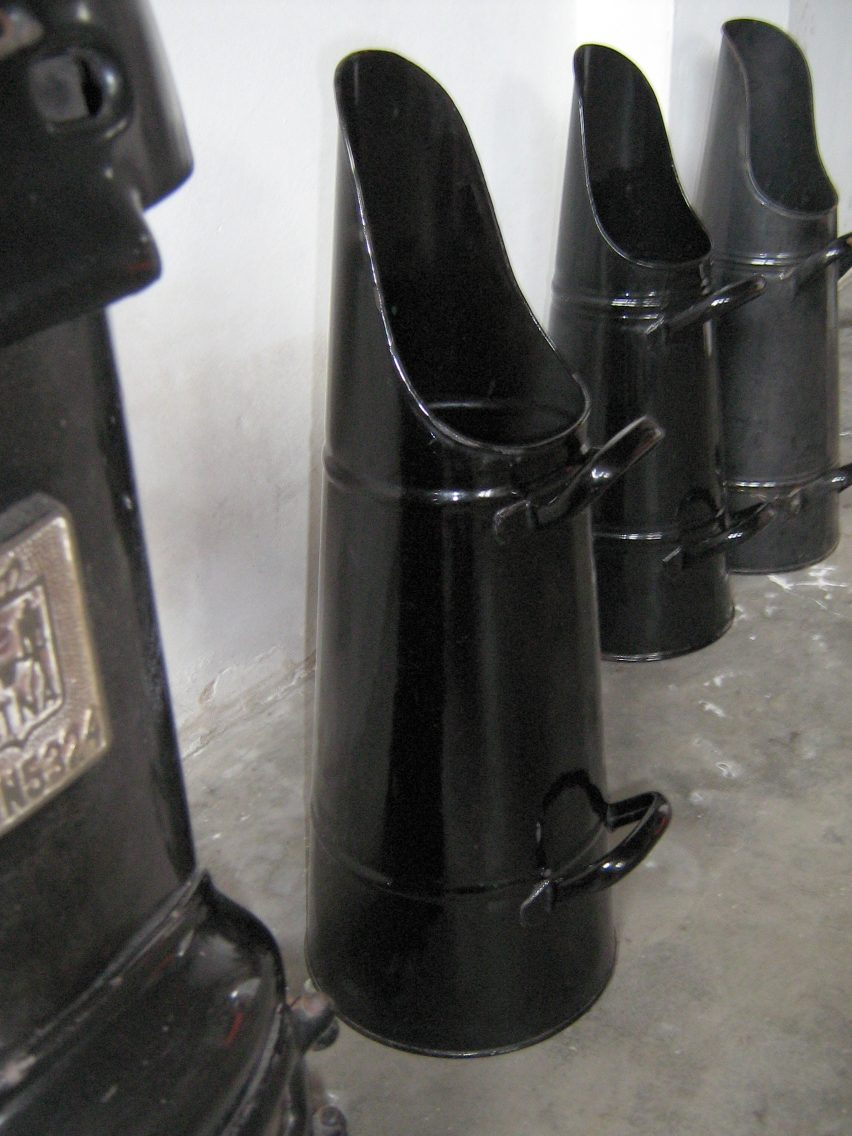
Kolenkit

Een kolenkit is een soort emmer, die speciaal is gemaakt om kolen vanuit het kolenhok naar de kolenkachel te brengen, en de kolen via de vulopening in de kachel te storten om het vuur aan te houden. De vorm van de kolenkit is praktisch: doordat deze naar boven toe steeds smaller wordt, kan hij niet gemakkelijk omvallen en zijn de stofwolken tijdens het vervoer en het legen van de kolenkit in de kachel niet erg groot. De handgrepen zijn zo gemaakt dat de kolenkit goed gedragen kan worden, maar ook gemakkelijk leeggeschud.
Door de opkomst van het aardgas in de jaren 60 van de 20e eeuw is de kolenkachel in korte tijd uit de Nederlandse woningen verdwenen en daarmee ook de kolenkit. Soms nog als sier of als paraplubak in gebruik.

## Trivia
- Geïnspireerd door de kolenschaarste tijdens de oorlogswinter in 1916/'17, schreef Franz Kafka het korte verhaal De ruiter op de kolenkit.
- In Wateringen staat de katholieke Sint-Josephkerk wegens vorm en kleur beter bekend als De Kolenkit.
- De Opstandingskerk in Amsterdam-West heet in de volksmond, vanwege de vorm van de toren, 'kolenkit'; de buurt eromheen is de Kolenkitbuurt.
- Bij het leervak beschrijvende meetkunde was het maken van een uitslag van een kolenkit een veel voorkomende oefening.